# London Has Fallen

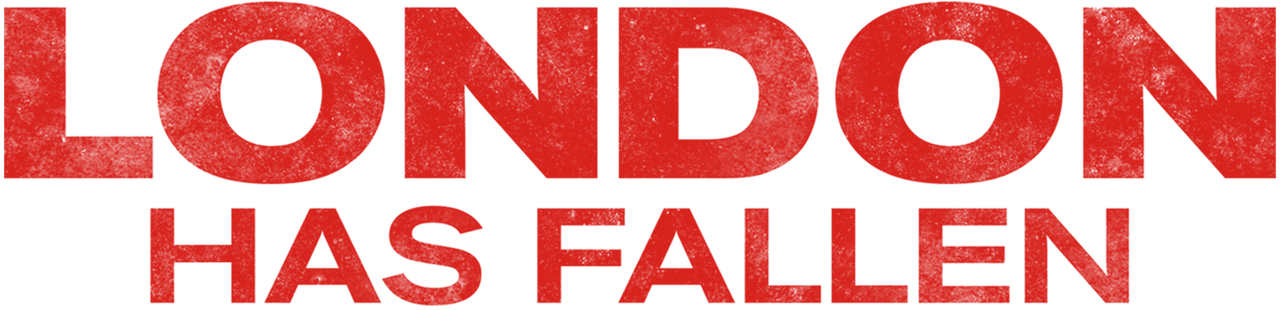
Logo de London Has Fallen

London Has Fallen (Assalto a Londres (título em Portugal) ou Invasão a Londres (título no Brasil)) é um filme americano de ação de 2016 dirigido por Babak Najafi e escrito por Creighton Rothenberger, Katrin Benedikt, Chad St. John e Christian Gudegast. É a sequencia do filme dirigido pot Antoine Fuqua de 2013, Olympus Has Fallen. Os principais atores são Gerard Butler, Aaron Eckhart e Morgan Freeman.

## Enredo
A história passa-se em Londres, onde o Primeiro-Ministro Britânico foi morto em circunstâncias misteriosas e o seu funeral é um evento muito esperado para os líderes do mundo ocidental. O que começa como o evento mais protegido do planeta, transforma-se num trama mortal para matar os líderes mais poderosos do mundo e assim desencadear uma visão aterradora do futuro. A única esperança de o parar está entre as mãos do Presidente dos Estados Unidos da América, Benjamin Asher (Aaron Eckhart), o seu formidável agente secreto Mike Banning (Gerard Butler), e a agente britânica do MI6 Jaqueline "Jax" Marshall (Charlotte Riley) que não confia em ninguém, com razão.

## Elenco
- Gerard Butler como o Agente Encarregado dos Serviço Secreto Mike Banning.[4]
- Aaron Eckhart como o Presidente dos Estados Unidos Benjamin Asher.[4]
- Morgan Freeman como o Vice-Presidente dos Estados Unidos Allan Trumbull.[5]
- Alon Moni Aboutboul como Aamir Barkawi, um vendedor de armas e terrorista mentor do ataque que é o sexto na lista dos 10 mais procurados pelo FBI.
- Angela Bassett como a Diretora do Serviço Secreto Lynne Jacobs.[4]
- Robert Forster como o General do Exército Americano Edward Clegg, Chefe do Estado-Maior dos Estados Unidos.[6]
- Melissa Leo como o Secretario de Defesa Ruth McMillan.[7]
- Radha Mitchell como Leah Banning, esposa de Mike.[4]
- Charlotte Riley como a Agente Especial do MI6 Jacqueline "Jax" Marshall.[8]
- Jackie Earle Haley como o Chefe Assistente de Gabinete da Casa Branca DC Mason.[9]
- Sean O'Bryan como o Diretor-Adjunto da Agência de Segurança Nacional Ray Monroe.[6]
- Mehdi Dehbi como Sultan Mansoor, um hacker terrorista.[10]
- Waleed Zuaiter como Kamran Barkawi, filho de Aamir e sub-comandante.
- Colin Salmon como o Comissário Kevin Hazard, chefe da Scotland Yard.
- Patrick Kennedy como o Chefe de Inteligência do MI5 John Lancaster.
- Bryan Larkin como o Tenente do Serviço Aéreo Especial Will Davies.
- Clarkson Guy Williams como o Primeiro-Ministro do Reino Unido Leighton Clarkson.
- Penny Downie como a Secretária de Estado para os Assuntos Internos do Reino Unido Rose Kenter.
- Philip Delancy como o Presidente da França Jacques Mainard.
- Alex Giannini como o Primeiro-Ministro da Itália Antonio Gusto. Foi o último filme de Giannini antes de sua morte em 2 de Outubro de 2015.
- Nancy Baldwin como a Chanceler da Alemanha Agnes Bruckner.
- Nigel Whitmey como o Primeiro-Ministro do Canadá Robert Bowman.
- Tsuwayuki Saotome como o Primeiro-Ministro do Japão Tsutomu Nakushima.
- Adel Bencherif como Raza Mansoor, irmão de Sultan e terrorista.
- Michael Wildman como o Agente do Serviço Secreto Voight.
- Andrew Pleavin como o Agente do Serviço Secreto Bronson.

## Recepção

### Bilheteria
London Has Fallen arrecadou US$ 62,7 milhões na América do Norte e US$ 143,2 milhões em outros territórios para um total mundial de US$ 205,8 milhões, contra um orçamento de $60 milhões. O filme superou o total de US $ 170 milhões de seu antecessor.

### Resposta Crítica
Em Rotten Tomatoes, o filme tem um índice de aprovação de 28% com base em 197 comentários, com uma classificação média de 4,10/10. O consenso crítico do site diz: "London Has Fallen prende um elenco talentoso - e todos os que se atrevem a ver." Em Metacritic, o filme tem uma pontuação de 28 em 100, com base em comentários de 35 críticos, indicando "críticas geralmente desfavoráveis". Audiências consultadas por CinemaScore deu ao filme uma nota média de "A-" em uma escala de A + a F, mesma trilha do primeiro filme.

### Controversia
A Variety  descreveu London Has Fallen como "racista sem esforço", invocando a "família islamofobia", uma fantasia de "exploração do terrorismo" destinada a espalhar o medo após os Ataques de novembro de 2015 em Paris, e "feio, reacionário fomentador de medo." Enquanto isso, The Hollywood Reporter denominou-o como "grande subgênero  de destruição de capitais mundiais" que alimenta uma "paranóia".
O filme foi chamado de "extremamente insensível" pelas famílias das vítimas dos Atentados de 7 de julho de 2005 em Londres depois que um trailer inicial foi lançado antes do 10º aniversário dos ataques.

## Produção

### Elenco
Gerard Butler, Morgan Freeman, Aaron Eckhart, Angela Bassett e Radha Mitchell irão ter os mesmo papéis que em Olympus Has Fallen. A produção começou em maio de 2014 em Londres com Creighton Rothenberger e Katrin Benedikt a escrever o cenário. 

### Filmagens
As filmagens do filme começaram a 24 de outubro de 2014 em Londres.

## Sequência
Em 26 de Outubro de 2016, foi anunciado que uma sequência intitulada Angel Has Fallen estava em desenvolvimento, com Gerard Butler reprisando seu papel, além de atuar novamente como produtor do filme.
Em 25 de Outubro de 2017, Ric Roman Waugh foi anunciado como diretor de Angel Has Fallen. Em 10 de Janeiro de 2018, Holt McCallany se juntou ao elenco como Jennings, um ex-militar que se tornou chefe de uma empresa de tecnologia,porém, foi substituído por Danny Huston. Em  18 de Janeiro de 2018, Jada Pinkett Smith e Tim Blake Nelson foram confirmados para aparecer em  Angel Has Fallen.  Em  13 de Fevereiro de 2018, Piper Perabo se juntou ao elenco. As filmagens foram iniciadas em 7 de Fevereiro de 2018, em Virginia Water.
O filme foi lançado em 23 de Agosto de 2019.